# ベルジャーンシク港攻撃
ベルジャーンシク港攻撃（ベルジャーンシクこうこうげき）は、2022年ロシアのウクライナ侵攻において、2022年3月24日にウクライナ軍がベルジャーンシク港で停留していたロシア海軍の軍艦を攻撃したことを指す。
攻撃によりタピール級揚陸艦サラトフが撃沈され、ロプーチャ級揚陸艦2隻が損傷したものの、かろうじて港を離れることができた。当時、侵攻中にロシア海軍が受けた最大の損害であり、ウクライナの最大級の軍事的な成功の一つになった。

## ベルジャーンシク占領

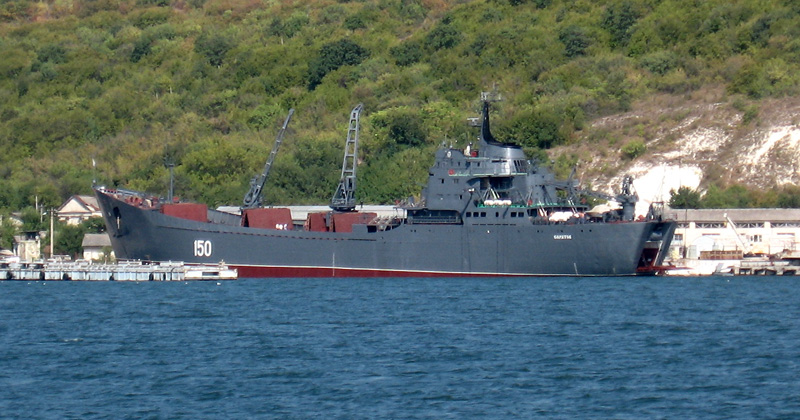
サラトフ（セヴァストポリ, 2007年）

2022年2月26日、ロシア軍がベルジャーンシクの港と空港を占領し、翌日には、都市全域を支配下においた。
3月14日から、港がロシアによるウクライナ南部攻勢とマリウポリ包囲戦を支援するための物流の中心として使われた。3月21日、ロシアのメディアズヴェズダは、ベルジャーンシクに水陸両用の輸送艦が到着したと報じ、ロシア海軍士官の一人は、黒海艦隊にとって物流の可能性を開く画期的な出来事と表現した。

## 攻撃
攻撃は3月24日7時45分に実行された。タピール級揚陸艦サラトフは弾薬を積んでいたと思われ、艦内の火災により大爆発が発生し、付近のロプーチャ級揚陸艦2隻（ツェーザリ・クニコフとノボチェルカッスク）も爆発に巻き込まれて損傷した。その2隻は消火活動を行いながら港から退避し、クリミア半島に戻った。また、埠頭の石油タンクや侵攻前から停留していた商船にも被害が及び、翌日まで炎上していた。
ウクライナ当局は、OTR-21 トーチカ 戦術弾道ミサイルによる攻撃と発表した。

## 余波
衛星画像により、サラトフの上部構造が地表で確認され、港で沈没したと確認された。非公式の発表では、ツェーザリ・クニコフの乗組員8人、ノボチェルカッスクの乗組員3人が亡くなったとされたが、サラトフの死傷者は報じられなかった。
イギリスの諜報機関は、サラトフの沈没により、ウクライナ沿岸におけるロシア海軍の作戦の確実性が損なわれただろうと分析した。アメリカ国防総省によれば、3月31日時点で、水陸両用艦による再補給の試みは観測されていないとされる。